# Familistère

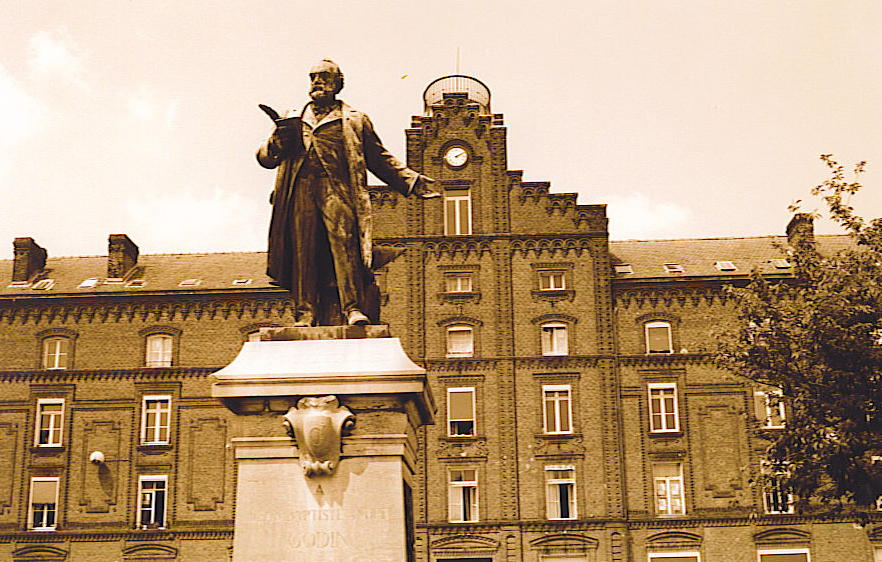
Standbeeld van Godin voor de Familistère

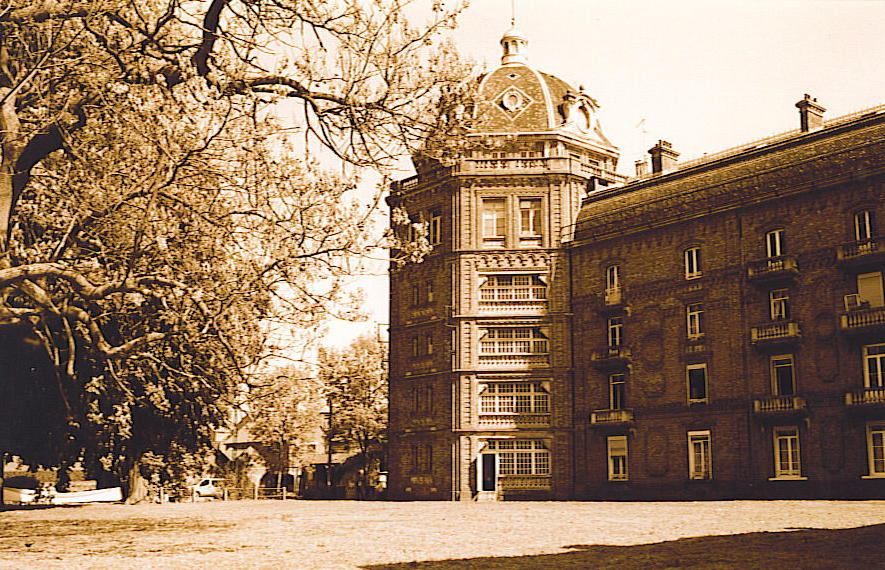
Hoektoren van de linkervleugel van de Familistère

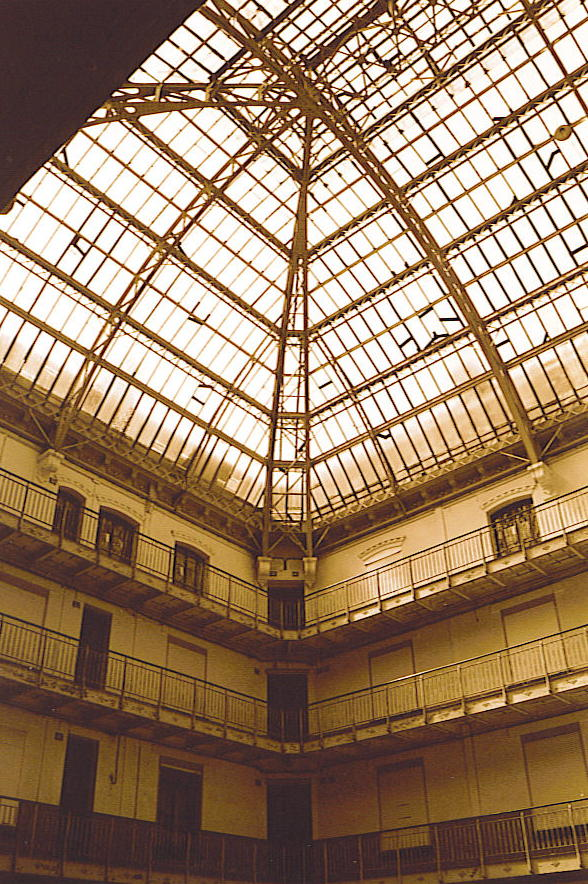
Deel van de glazen dakkoepel van het centrale gebouw van de Familistère

De Familistère is een enorm woonblok in Guise (Frankrijk). Dit bouwwerk is typisch voor het utopisch socialisme. 
De Familistère is een creatie van Jean-Baptiste André Godin. Het is geïnspireerd door het werk van Charles Fourier en een uitwerking van de door hem ontworpen Phalanstère, een commune waarin arbeiders gezamenlijk leven, werken en recreëren. Fourier ging ervan uit dat mensen zich kunnen ontplooien wanneer zij op alle belangrijke vlakken van het leven hun 'hartstochten' (lees: voorkeuren) kunnen volgen op ieder moment van de dag. Communebewoners zouden elkaar dan op natuurlijke wijze kunnen aanvullen.
Fouriers ideeën vonden in zijn tijd weinig navolging; behalve de Familistère is een nederzetting in de Verenigde Staten bekend, gesticht door zijn leerling Victor Considérant. Wel heeft het commune-idee postgevat bij linkse bewegingen aan het eind van de 19de en het begin van de 20ste eeuw, bijvoorbeeld de commune Walden waar Frederik van Eeden aan deelnam.

## Gebouw
Het Familistère bestond uit 558 appartementen en 350 woningen. Het gebouw had een centrale binnenplaats onder een glazen dak. De bewoners hadden een zeer comfortabel en luxueus leven. Alle woningen en appartementen hadden stromend water, een vuilniskoker en twee wc's. Er waren ook volkstuintjes, kinderdagverblijven en scholen. Omdat Jean-Baptiste André Godin tegen kinderarbeid was kon elk kind naar school gaan.

## Recreatie
Als recreatie werd er vaak aan karabijnschieten gedaan. Ook muziek kwam vaak te pas. Men kon zich ook ontspannen op het prachtige sierplein.

## Arbeiders
Jean-Baptiste André Godin was tegen de klassenstrijd. In de Familistère waren alle arbeiders evenwaardig. Ze kregen hun verantwoordelijkheid en konden hun winst delen. Ook de vrouwen waren evenwaardig. Ze werden niet gediscrimineerd.

2011 Watersnoodmuseum  · 
2012 TOPIC - Internationaal poppen center  · 
2013 Museum aan de Stroom  · 
2014 Sauer Museum  · 
2015 Familistère  · 
2016 Vukovar Stadsmuseum  · 
2017 Museu de Leiria  · 
2018 Museum van houten scheepsbouw  · 
2019 Strandingsmuseum St. George  · 
2020 14 Henrietta Street  · 
2021 Kenan Yavuz Etnografisch Museum  · 
2022 Museu del Calçat i de la Indústria  · 
2023 Vani Archeologisch Museum  · 
2024 Kalamaja-museum 